# 200 km/h in the Wrong Lane
„200 km/h in the Wrong Lane“ („С 200 в насрещното“) е вторият студиен и дебютният английски албум на руския дует Тату, издаден през декември 2002 г. През ноември 2012 г. албумът е преиздаден по случай 10 години от издаването му.

## Списък с песните

### Оригинален траклист
1. „Not Gonna Get Us“ – 4:21
2. „All The Things She Said“ – 3:34
3. „Show Me Love“ – 4:15
4. „30 Minutes“ – 3:18
5. „How Soon Is Now?“ – 3:15
6. „Clowns (Can You See Me Now?)“ – 3:12
7. „Mальчик-гей“ – 3:09
8. „Stars“ – 4:08
9. „Я сошла с ума“ – 3:34
10. „Нас не догонят“ – 4:22
11. „Show Me Love (разширена версия)“ – 5:10

### Интернационално издание
1. „30 Minutes (ремикс)“ – 5:52

### Японско издание
1. „Mальчик-гей (Remix Edit)“ – 3:52
2. „All the Things She Said (DJ Monk's Breaks Mix Edit)“ – 3:48

### Европейско и британско издание
1. „Mальчик-гей (ремикс)“ – 5:07

### Подобрено съдържание
1. „Зас касър с Юлия и Лена“ (част 2) – 4:29
2. „All the Things She Said“ (видеоклип) – 3:46

### Делукс издание
1. „Не верь, не бойся“ – 3:04

### Delux издание DVD
1. „Юлия + Лена са t.A.T.u.“ (документален филм) – 23:53
2. „All the Things She Said“ (видеоклип) – 3:44
3. „Not Gonna Get Us“ (видеоклип) – 3:56
4. „How Soon Is Now?“ (видеоклип) – 3:11

### 200 km/h in the Wrong Lane: 10-годишно издание
1. „A Simple Motion“ – 2:47
2. „Not Gonna Get Us“ – 4:21
3. „All The Things She Said“ – 3:34
4. „Show Me Love“ – 4:15
5. „30 Minutes“ – 3:17
6. „How Soon Is Now?“ – 3:15
7. „Clowns (Can You See Me Now?)“ – 3:12
8. „Mальчик-гей“ – 3:09
9. „Stars“ – 4:08
10. „Я сошла с ума“ – 3:34
11. „Нас не догонят“ – 4:22
12. „Show Me Love“ (разширена версия) – 5:10
13. „30 Minutes“ (ремикс) – 5:52
14. „All The Things She Said“ (Fernando Garibay Remix) – 4:01
15. „Show Me Love“ (Fabricated Remix) – 4:04